# 褐布卷管螺
褐布卷管螺（学名：Marshallena philippinarum），是新腹足目卷管螺科Marshallena属的一种。主要分布于台湾，常栖息在泥沙质海底。其种加词“philippinarum”意为“菲律宾的”。